# 게오르크 니콜라우스 폰 니센

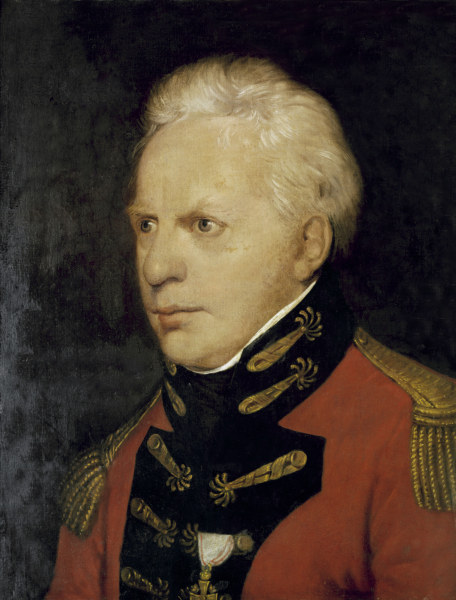
1809년의 게오르크 니콜라우스 폰 니센

게오르크 니콜라우스 폰 니센(독일어: Georg Nikolaus von Nissen, 1761년 1월 22일 ~ 1826년 3월 24일)는 덴마크의 외교관이자 음악 역사가였다. 그는 오늘날에도 여전히 학술적 자료로 사용되는 작곡가 볼프강 아마데우스 모차르트의 첫 전기 중 하나의 작가이다.